# Aeroportul Pickle Lake
Aeroportul Pickle Lake (IATA: YPL, ICAO: CYPL) este un aeroport din Ontario, Canada ce deservește zona Pickle Lake⁠(d). A fost numit după zona deservită.
Situat la o altitudine de 386 m, aeroportul dispune de o singură pistă. Este operat de Government of Ontario⁠(d).